# Kirikuküla (Lihula)
Kirikuküla – wieś w Estonii, w prowincji Lääne, w gminie Lihula. Wieś położona jest na granicy Parku Narodowego Matsalu. Na północ od wsi rzeka Tuudi wpada do rzeki Kasari.